# Bankia
Bankia è stata una banca spagnola (Banco Financiero y de Ahorros) con sede a Valencia e sede operativa a Madrid fondata il 3 dicembre 2010 nel processo di ristrutturazione del sistema finanziario in Spagna. Si è fusa con CaixaBank il 26 marzo 2021 da cui ha assunto il marchio.
La società madre era BFA Tenedora de Acciones, creata nel 2015, a seguito della trasformazione della Financial and Savings Bank (BFA), in questa nuova holding, a causa della perdita dello status di entità creditizia. Al 31 dicembre 2019, le attività di Bankia ammontavano a 208.468 milioni di euro, il quinto istituto finanziario spagnolo per volume di attività. Alla stessa data, aveva 2.275 uffici e 16.035 dipendenti. Nel 2018 aveva 8,2 milioni di clienti.
È stata quotata dal 2011 al 2012 alla Borsa di Madrid (BKIA) e faceva parte dell'IBEX 35.

## Storia
A seguito del processo di ristrutturazione del sistema di risparmio operato dal Banco de España, attraverso un modello finanziario noto come Sistema Institucional de Protección (SIP), il Banco Financiero y de Ahorros viene fondato congiuntamente dalla Bancaja e dalla Caja Madrid nel 2010. Al gruppo aderiscono anche la Caja Insular de Ahorros de Canarias, la Caixa Laietana, la Caja de La Rioja, la Caja Ávila e la Caja Segovia. Tale operazione, nota in termini finanziari come fusione fredda, viene controllata dalla Caja Madrid, la quale, a seguito, avrebbe gestito un attivo di euro 340.000 milioni e avrebbe ricevuto supporto dal Fondo de Reestructuración Ordenada Bancaria (FROB) di circa 4.465 milioni di euro.
L'entità si costituisce il 3 dicembre del 2010 ed è operativa dal 1º gennaio 2011. Bankia, il nuovo marchio, viene presentato ed introdotto il 2 marzo 2011. Il nome deriva dalla fusione di sette entità finanziarie spagnole, la quale viene conclusa in quattro mesi soltanto, a seguito della firma del contratto d'integrazione il 30 luglio 2010. Sin dal principio, la fusione è presieduta da Rodrigo Rato.
Nel marzo 2011 le rispettive assemblee delle sette casse di risparmio, azionisti della banca, approvano il trasferimento di tutti gli attivi e passivi a Bankia, preservando tuttavia il controllo sul nome commerciale, le attività di natura sociale e una serie di edifici di rilevanza storica.
La percentuale di azioni è la seguente:
- 52,06% Caja Madrid
- 37,70% Bancaja
- 2,45% La Caja de Canarias
- 2,33% Caja de Ávila
- 2,11% Caixa Laietana
- 2,01% Caja Segovia
- 1,34% Caja Rioja

Nel 2011 Bankia ha offerto azioni al pubblico in un'IPO. I banchieri d'investimento hanno trovato scarso interesse per l'IPO tra gli investitori istituzionali internazionali. La strategia si è allora spostata sulla vendita del titolo a livello nazionale, e in gran parte ai clienti della banca stessa, con il 98% dei 3,1 miliardi iniziali raccolti dalle vendite interne di azioni. Le azioni di Bankia hanno iniziato a fare trading sulla Bolsa de Madrid il 20 luglio 2011, con il simbolo BKIA, e la banca è stata quotata nell'IBEX 35.

### Insolvenza e salvataggio statale
Il 7 maggio 2012, Rodrigo Rato si è dimesso da presidente di Bankia in modo da permettere  l'avvio di un piano di salvataggio deciso dal governo spagnolo per evitare i grossi problemi della banca e convincere gli investitori internazionali della stabilità finanziaria del paese. José Ignacio Goirigolzarri divenne il nuovo presidente. Le preoccupazioni circa il valore delle attività di Bankia e il potenziale di ulteriori perdite in futuro, hanno suscitato molte polemiche sulla decisione del governo di iniettare fino a 10 miliardi di euro di nuovo capitale nella banca in difficoltà.
Il 10 maggio, il governo spagnolo ha assunto il controllo del 45% di Bankia convertendo le sue azioni privilegiate in BFA in azioni ordinarie. ha dichiarato che avrebbe convertito le sue azioni privilegiate. Il 25 maggio, la negoziazione delle azioni è stata sospesa su richiesta di Bankia. Sempre in quel periodo Bankia ha rivisto la sua dichiarazione degli utili per il 2011, affermando che invece di un utile di 309 milioni di euro, aveva di fatto perso 4,3 miliardi di euro al lordo delle tasse e aveva chiesto 1,4 miliardi di credito fiscale per ridurre la sua perdita. Il New York Times ha descritto il nuovo salvataggio come uno dei nuovi punti focali della crisi del debito sovrano europeo. In risposta alle crescenti preoccupazioni, Standard & Poor's ha declassato il rating dell'affidabilità creditizia di Bankia a BB +, rendendolo un titolo spazzatura.
Alla fine, i piani di salvataggio approvati dalla Commissione europea il 27 giugno 2012 ai sensi delle norme sugli aiuti di Stato comprendevano un apporto di capitale proprio per 4465 milioni di euro e una garanzia di liquidità di 19 miliardi di euro a favore di BFA, 12 dei quali sarebbero stati forniti a Bankia.

### Ristrutturazione (2012-2017)
A seguito di aver ricevuto aiuti di Stato, sono state imposte alcune limitazioni. Gli azionisti hanno dovuto condividere parte dell'onere dell'apporto di capitale, il bilancio ha dovuto essere ridotto, i dividendi sono stati limitati fino al 2014 e dovevano essere ridotte sia il numero delle succursali (-39%) sia il numero dei dipendenti (-28%). Oltre ai problemi finanziari, la nuova direzione ha dovuto affrontare controversie giudiziarie relative alla gestione degli ex responsabili della banca.
Nel 2013 Bankia è tornata alla redditività. Il 28 febbraio 2014 lo Stato spagnolo ha venduto una partecipazione del 7,5% in Bankia per 1,3 miliardi di euro. Le azioni sono state vendute a 1,51 euro ciascuna. Ulteriori cessioni erano previste per il 2014 nell'ambito del programma di salvataggio, ma non si sono verificate.
Il 7 luglio 2015 Bankia ha pagato il primo dividendo della sua storia di 0.0176 euro per azione. Il 16 ottobre, Bankia ha completato  la vendita della City National Bank of Florida per 883 milioni di dollari alla banca cilena BCI. La banca è stata acquistata da Caja Madrid per 1,12 miliardi di dollari nel 2008. Alla fine del 2015, Bankia aveva raggiunto due anni prima del previsto tutti gli obiettivi fissati dalla Commissione europea nel piano di ristrutturazione del gruppo BFA-Bankia. La banca ha inoltre registrato la migliore efficienza, solvibilità e redditività tra le sei maggiori banche spagnole.
Il 23 febbraio 2016, Fitch ha alzato il rating di Bankia a "BBB-", ripristinando il rating della banca a investment grade. L'8 settembre, Bankia ha annunciato di essere stata inclusa nel Dow Jones Sustainability Index con un punteggio di 84 su 100.
Il 27 giugno 2017 Bankia ha acquisito la banca statale BMN (Banco Mare Nostrum) per 825 milioni di euro. BMN è il risultato della fusione delle casse di risparmio Caja Murcia, Caja Granada e Sa Nostra. Il 3 novembre, Bankia ha annunciato di essere stata quotata nel rapporto CDP Climate Change per il 2017 come uno dei gruppi di 112 aziende globali che guidano la lotta contro il cambiamento climatico. Il periodo di ristrutturazione termina il 31 dicembre 2017. La scadenza per la privatizzazione di Bankia era posta alla fine del 2019, tuttavia, nel dicembre 2018 il governo ha deciso di posticipare la privatizzazione al 2021.

## Aree di attività
La banca è attiva in vari settori, dai servizi per le imprese al private banking, corporate finance, mercati capitali e asset management, e offre una vasta gamma di servi e prodotti finanziari ai suoi clienti, sia a livello nazionale che internazionale.
Bankia è operativa sull'intero territorio nazionale spagnolo, con 4.500 uffici, costituenti il 10% dell'intera rete di filiali presenti nel paese. Altri uffici rappresentativi si trovano a Pechino, Dublino, Lisbona, Londra, Miami, Milano, Monaco, Porto, Parigi, Shanghai, Varsavia e Vienna.
Il gruppo vanta un portafoglio ampio e diversificato di imprese, per un valore complessivo di euro 5.500 milioni al 31 gennaio 2011.

### Sponsor
Bankia continua a portare avanti i patrocinati sportivi delle sue banche associate. Esempi includono la squadra di motociclismo 125 cm³ Bankia Aspar Team, la quale comprende i piloti Héctor Faubel, Adrián Martín e Nico Terol e il patrocinato della Federazione Spagnola di Pallacanestro per tutte le squadre nazionali maschili e femminili per i prossimi quattro anni.

## Sede
La sede legale del gruppo bancario si trova nella Calle Pintor Sorolla, a Valencia, mentre la sede operativa si trova nel Paseo de la Castellana 189, a Madrid. Il gruppo si estende sull'intero territorio nazionale ed ha presenza internazionale in paesi come Germania, Austria, Cina, Stati Uniti, Francia, Irlanda, Italia, Polonia, Portogallo e Regno Unito.